# Walter Alexander Coachbuilders

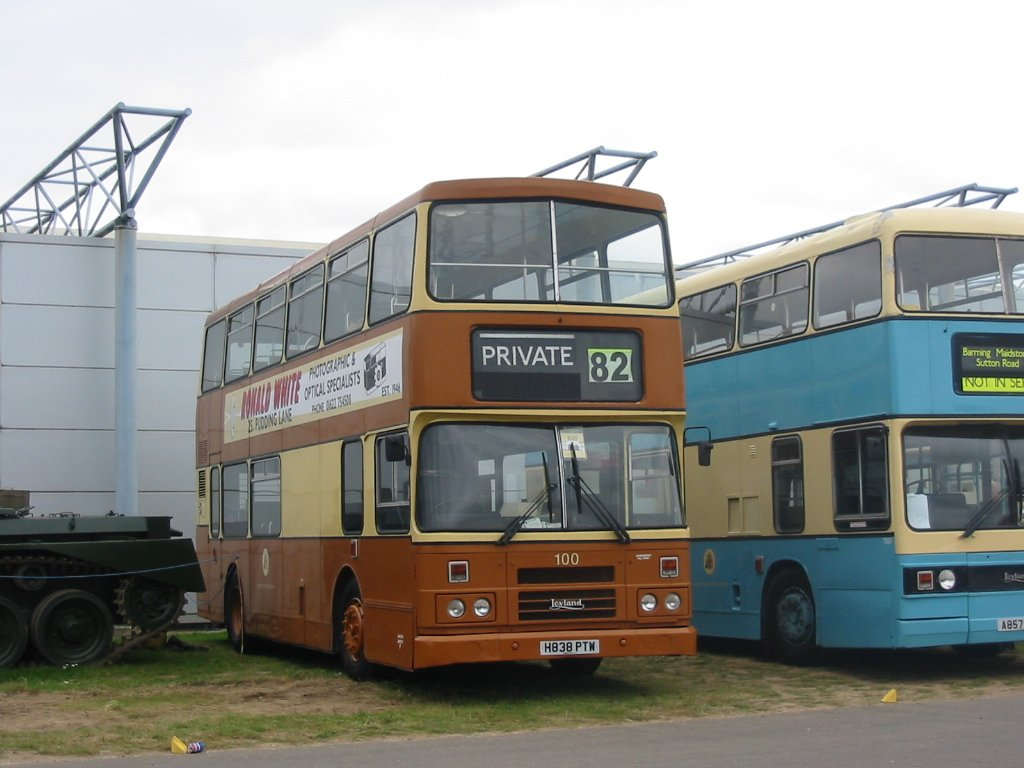
Leyland Olympian mit Aufbau von Alexander

Walter Alexander Coachbuilders war ein Karosseriebauunternehmen aus Falkirk in Schottland. Gegründet 1922, besteht das Unternehmen heute als Teil des Omnibus-Herstellers Alexander Dennis Ltd. (ADL) fort.

## Geschichte
Der Gründer des Unternehmens, Walter Alexander, betrieb in Schottland eine Busgesellschaft mit dem Namen Alexander's Motor Service. Im Jahr 1922 beschloss er, die Aufbauten für die Busse seiner Buslinien selbst zu fertigen und gründete mit Beteiligung seines Sohnes die  W. Alexander & Sons Limited.
Im Jahr 1928 kauften sich die beiden großen britischen Eisenbahngesellschaften London and North Eastern Railway (LNER) und London, Midland and Scottish Railway (LMS) in die Scottish Motor Traction (SMT), die ein ausgedehntes Busnetz in Schottland betrieb, ein, und wandelten die SMT in eine Holdinggesellschaft um. Alexander beteiligte sich an der SMT und erschloss dem Unternehmen damit den Zugang zu neuen Absatzmärkten sowie den Zugriff auf Dienstleistungen und Erzeugnisse der SMT. Im Folgejahr verkaufte er sein Karosseriebauunternehmen an die SMT.
Im Jahr 1948 wurde der Name des Unternehmens in Walter Alexander & Co (Coachbuilders) Limited geändert. Der nordirische Karosseriebauer Potters übernahm 1969 die Walter Alexander & Co (Coachbuilders) Limited. Infolge der Übernahme wurde ein Tochterunternehmen in Belfast etabliert, das für einen langen Zeitraum fast alle Karosserien der nordirischen Busgesellschaften Citybus und Ulsterbus baute.
Seit Beginn der 1990er Jahre haben sich die Eigentumsverhältnisse des Unternehmens mehrfach geändert. 1995 wurde Alexanders von der Mayflower Corporation übernommen und ist seit 2001 Bestandteil von Alexander Dennis Ltd.

## Modelle
Alexander galt zwischen den 1970er und 1990er als führendes Unternehmen in der Herstellung von Aufbauten für Doppeldeckerbusse. Daneben konnte sich das Unternehmen bereits in den 1960er Jahren auch auf dem Markt der Eindeckerbusse etablieren. Eine besonders starke Stellung hatte das Unternehmen in Nordirland, wo in den 1970er und 1980er Jahren faktisch alle neu beschafften Busse einen Aufbau von Alexander bekamen. Daneben baute Alexander auch Aufbauten für Triebwagen der British Rail.

### Triebwagen
- British Rail Class 143
- British Rail Class 144

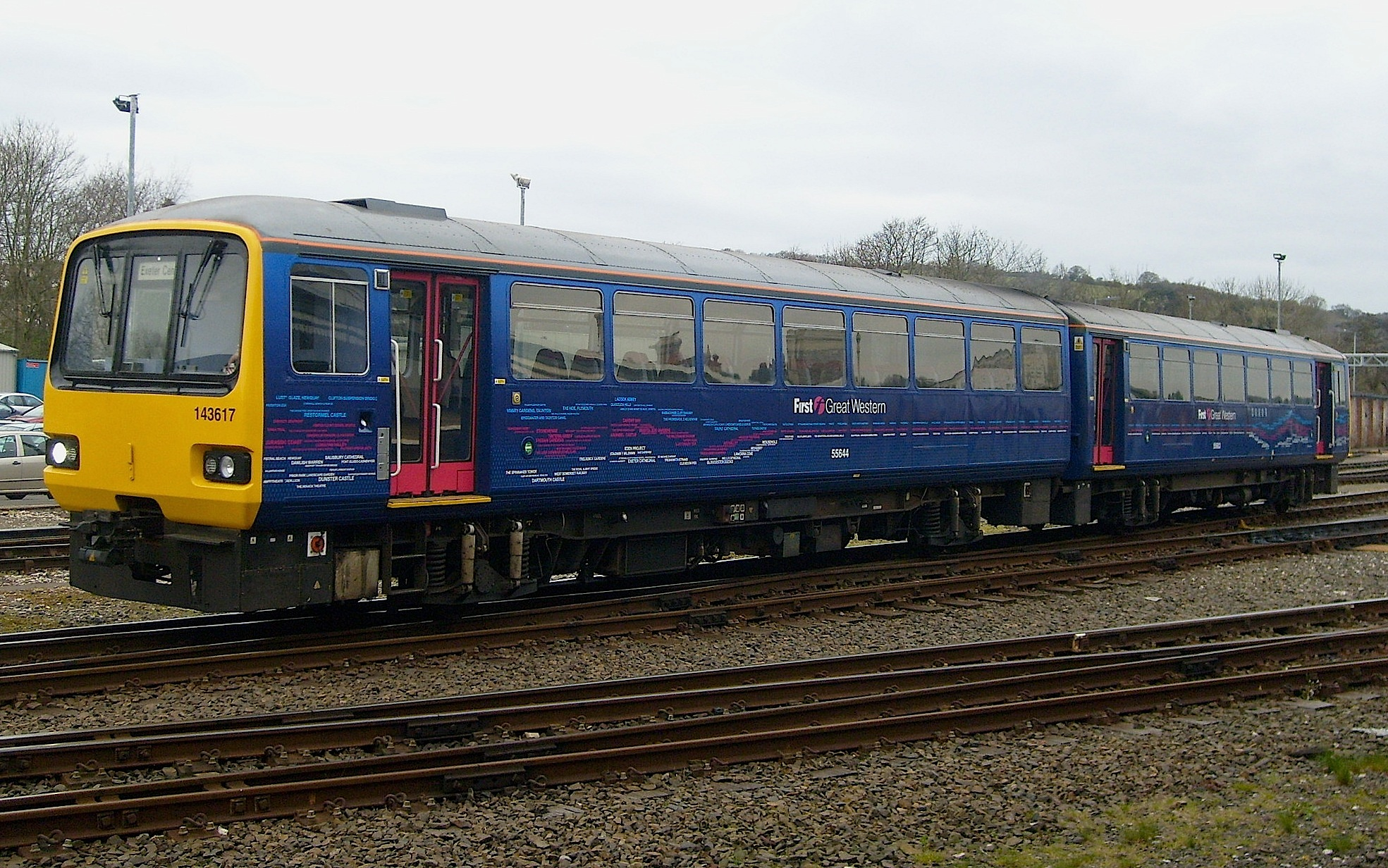
Klasse 143 der Great Western
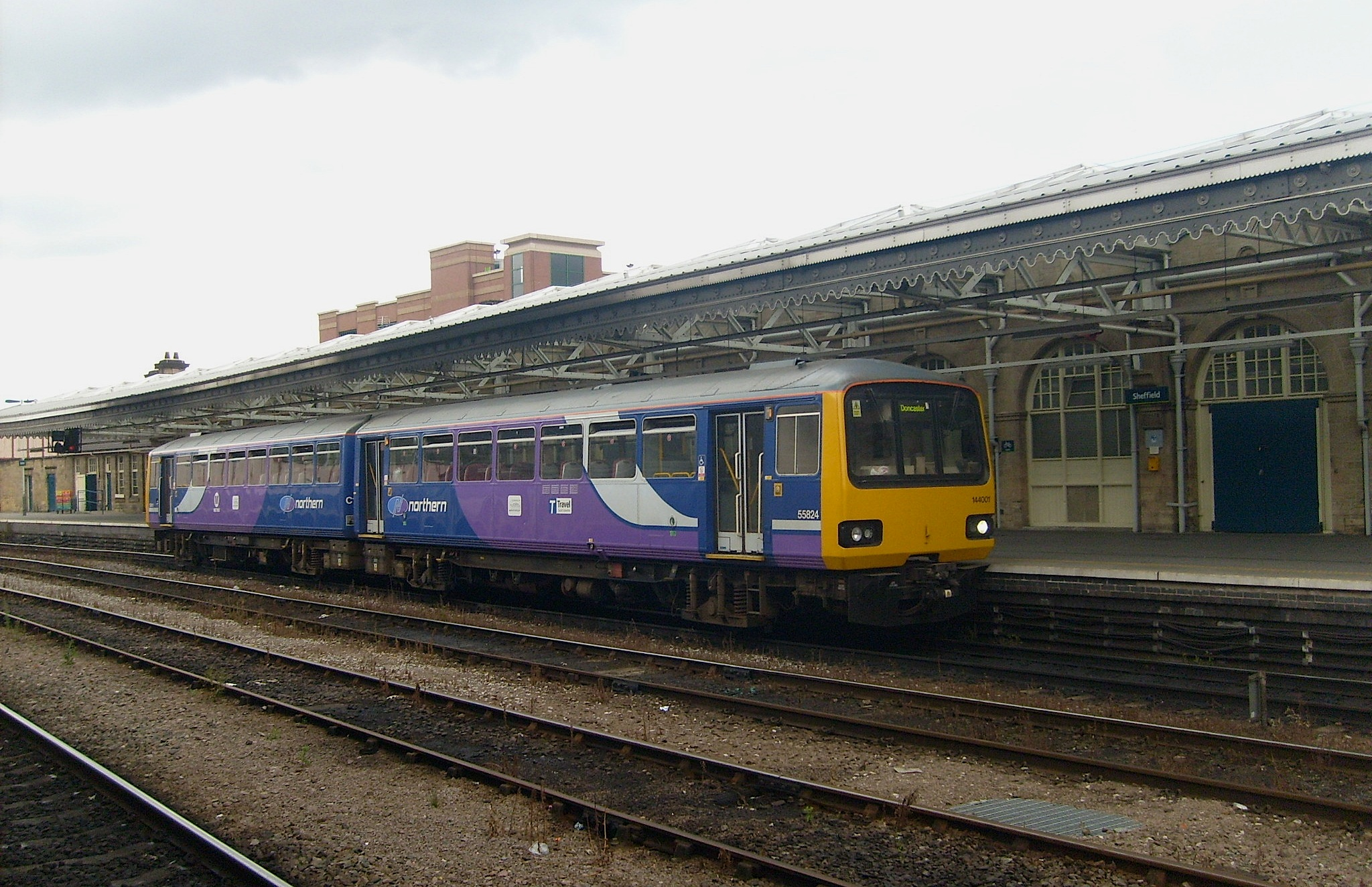
Klasse 144 der Northern Rail

### Doppeldeckerbusse
- A type / J type - Aufbau für Leyland Atlantean und Daimler Fleetline (bis 1972)
- D type / K type / AD type - Leichtgewichtsaufbau, meist auf Fleetline-Chassis
- L type / AL type - Aufbau für Leyland Atlantean, Daimler Fleetline und Bristol VR (ab 1972); (A für alloy = Aluminiumlegierung, kennzeichnet besonders leichte Ausführung)
- AV type - Aufbau für Volvo Ailsa B55
- R type - einschließlich RH, RL, RV, RLC, RVC, RHS und Royale - Aufbauten nach 1981
- ALX series - ALX 400 - zweiachsiger Niederflurbus / ALX 500 - dreiachsiger Niederflurbus
- CB type - für China Motor Bus
- KB type - für Kowloon Motor Bus
- LB type - für New Lantao Bus
- MB type - für Manila Bus
- SB type - für Singapore Bus Service

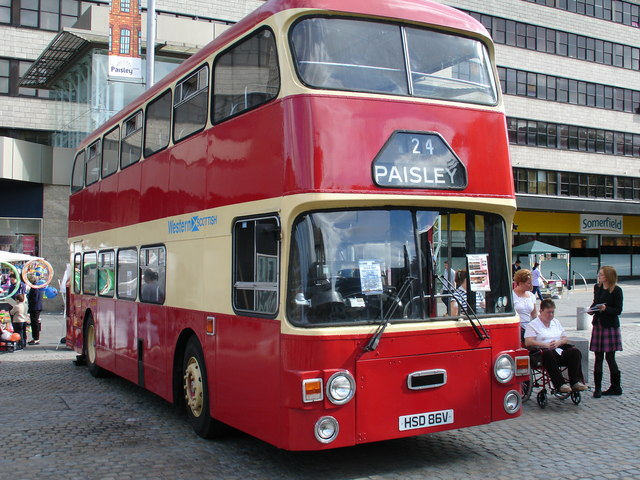
Alexander AD type auf Daimler Fleetline
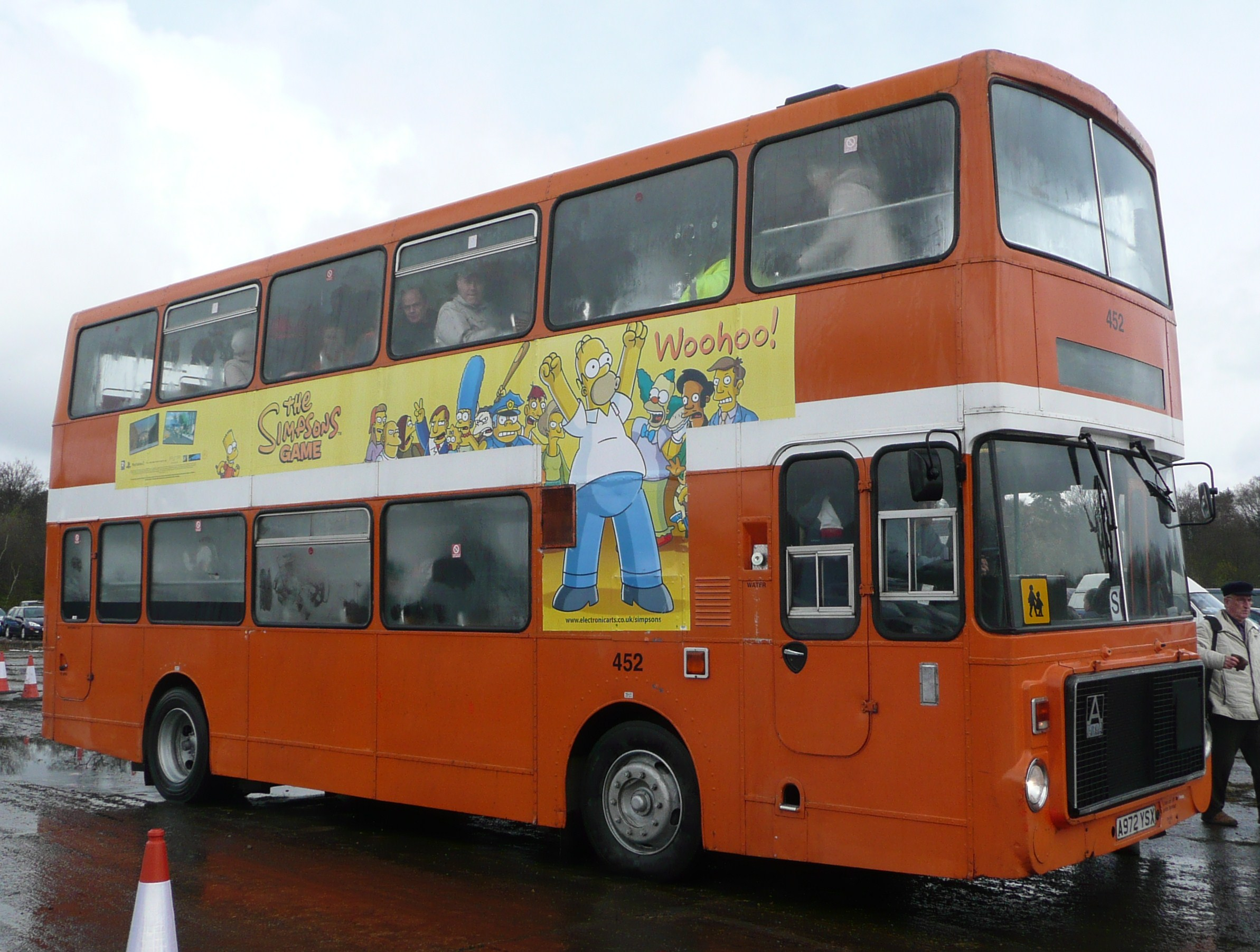
Alexander AV type auf Volvo B55
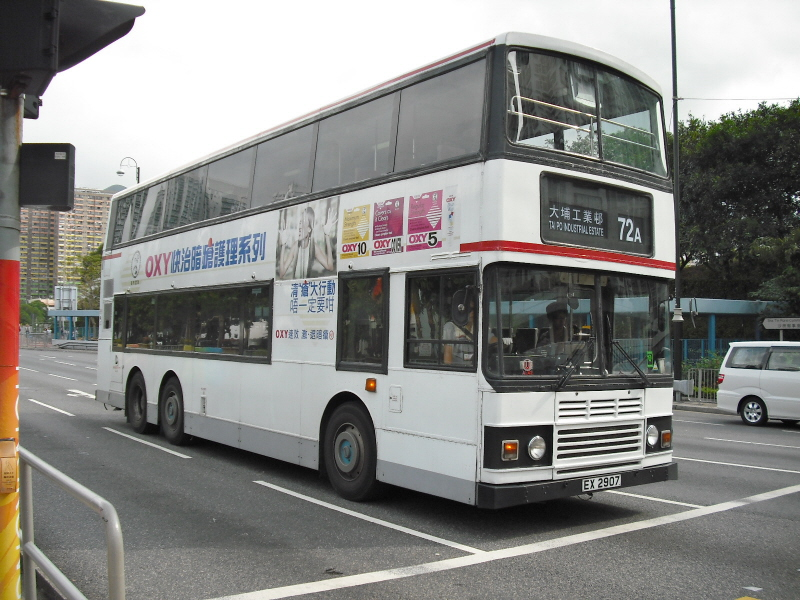
Alexander R type auf Leyland Olympian
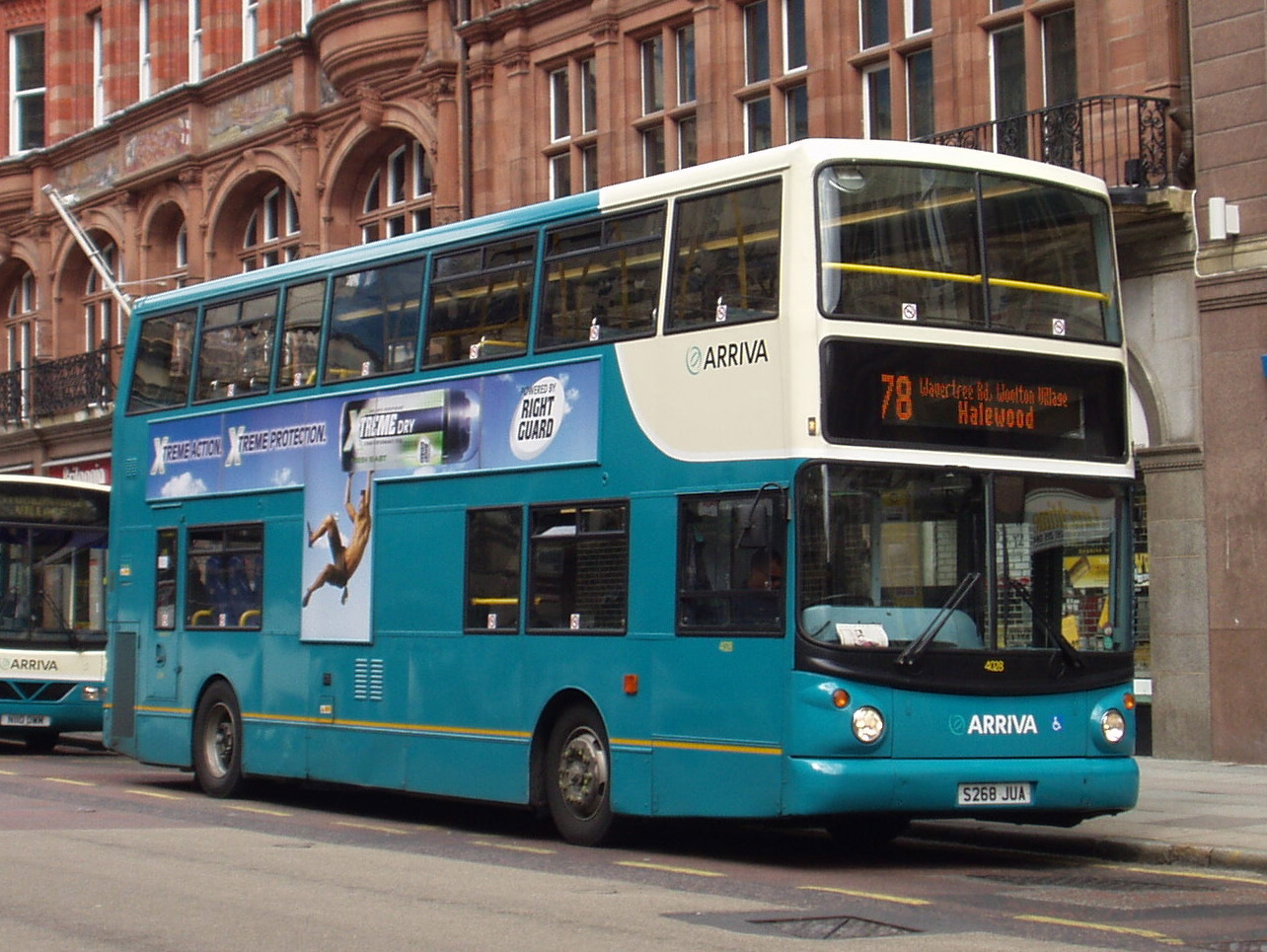
Alexander ALX 400 auf DAF

### Reisebusse und Linienbusse (einstöckig)
- Y type - einschließlich AY und AYS (A für alloy - Aluminiumlegierung, kennzeichnet besonders leichte Ausführung)
- W type
- M type - autobahntauglicher Reisebus für den Schnellverkehr England–Schottland der Scottish Bus Group
- T type - einschließlich  AT, TS, TC, TE (A für alloy, S für stage (Stufe), C für coach (Reisebus), E für express)
- P type
- PS type - Weiterentwicklung der P type
- X type - gefertigt bei Alexander (Belfast)
- N type - gefertigt bei Alexander (Belfast)
- Q type - gefertigt bei Alexander (Belfast)
- AF type (Strider) - für Chassis mit Heckmotor
- AM type
  - Sprint - Minibus-Aufbau
  - Dash - Midibus-Aufbau (für Dennis Dart bzw. Volvo B6)
- Ultra - gefertigt bei Alexander (Belfast), Version des Säffle-Aufbaus für den Volvo B10L
- ALX series
  - ALX 100 - Minibus
  - ALX 200 - kleiner Niederflurbus
  - ALX 300 - normalgroßer Niederflurbus

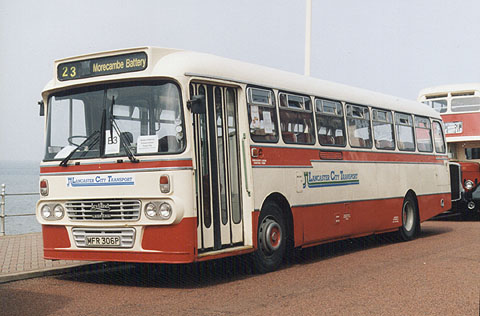
Alexander Y type auf Leyland Leopard
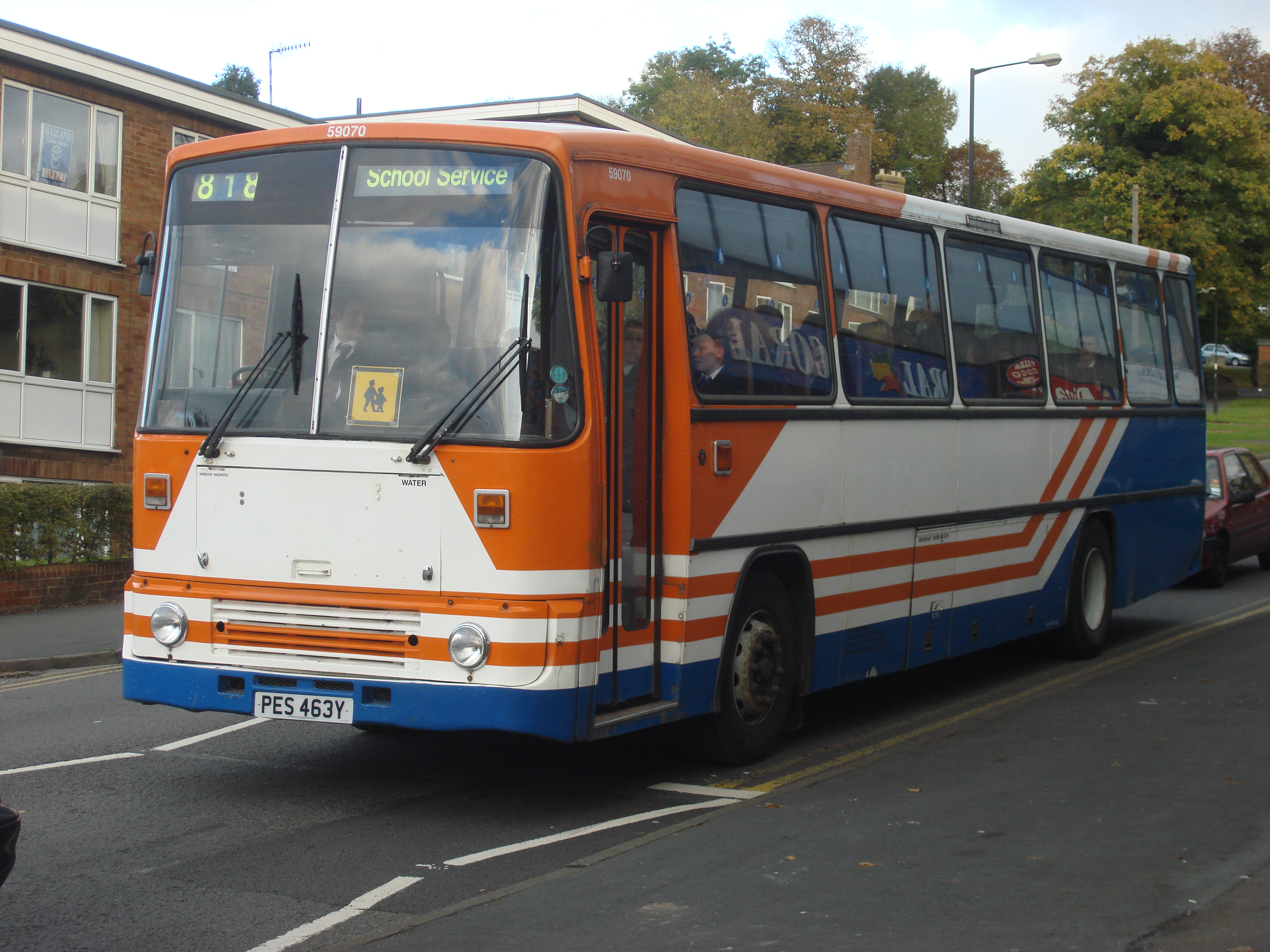
Alexander TE type auf Leyland Tiger
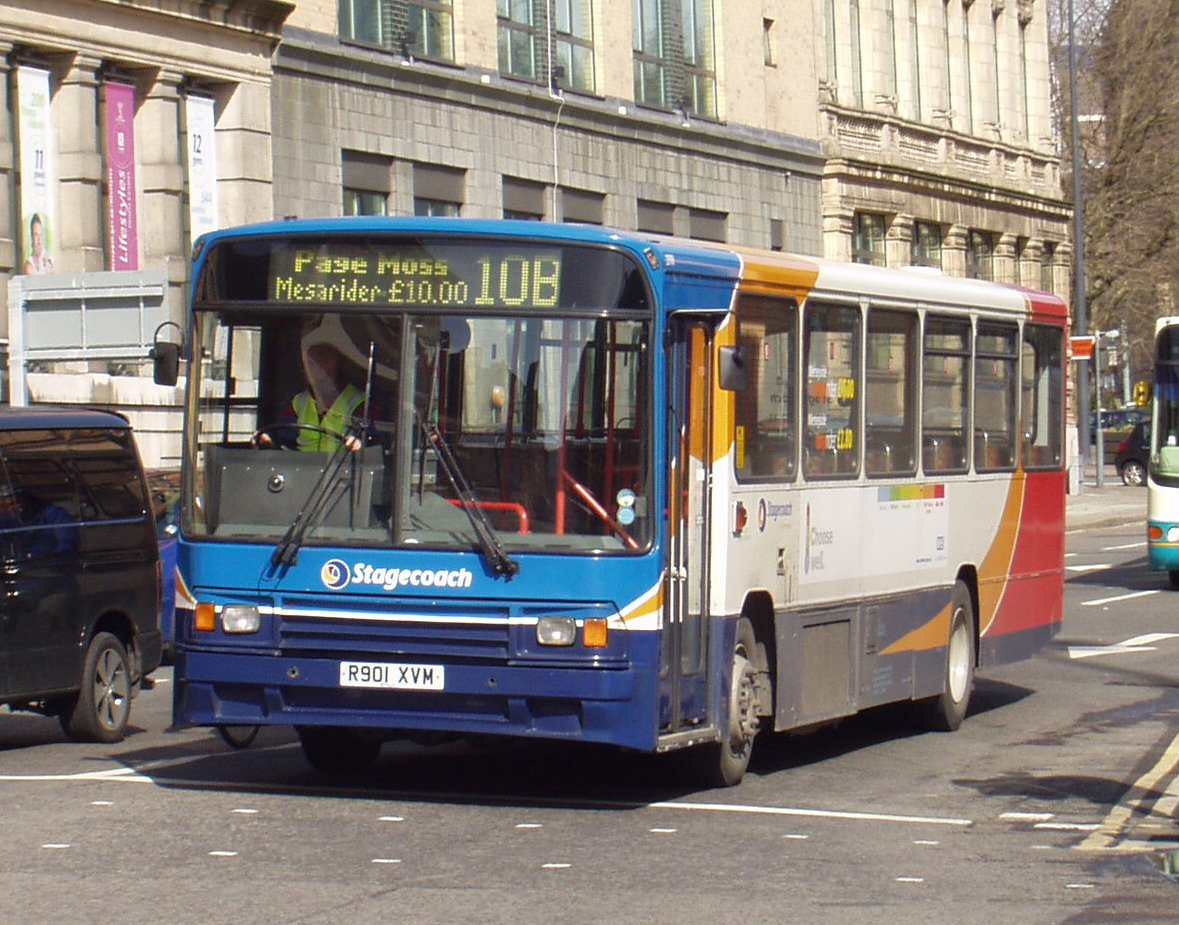
Alexander PS type auf Volvo B10M
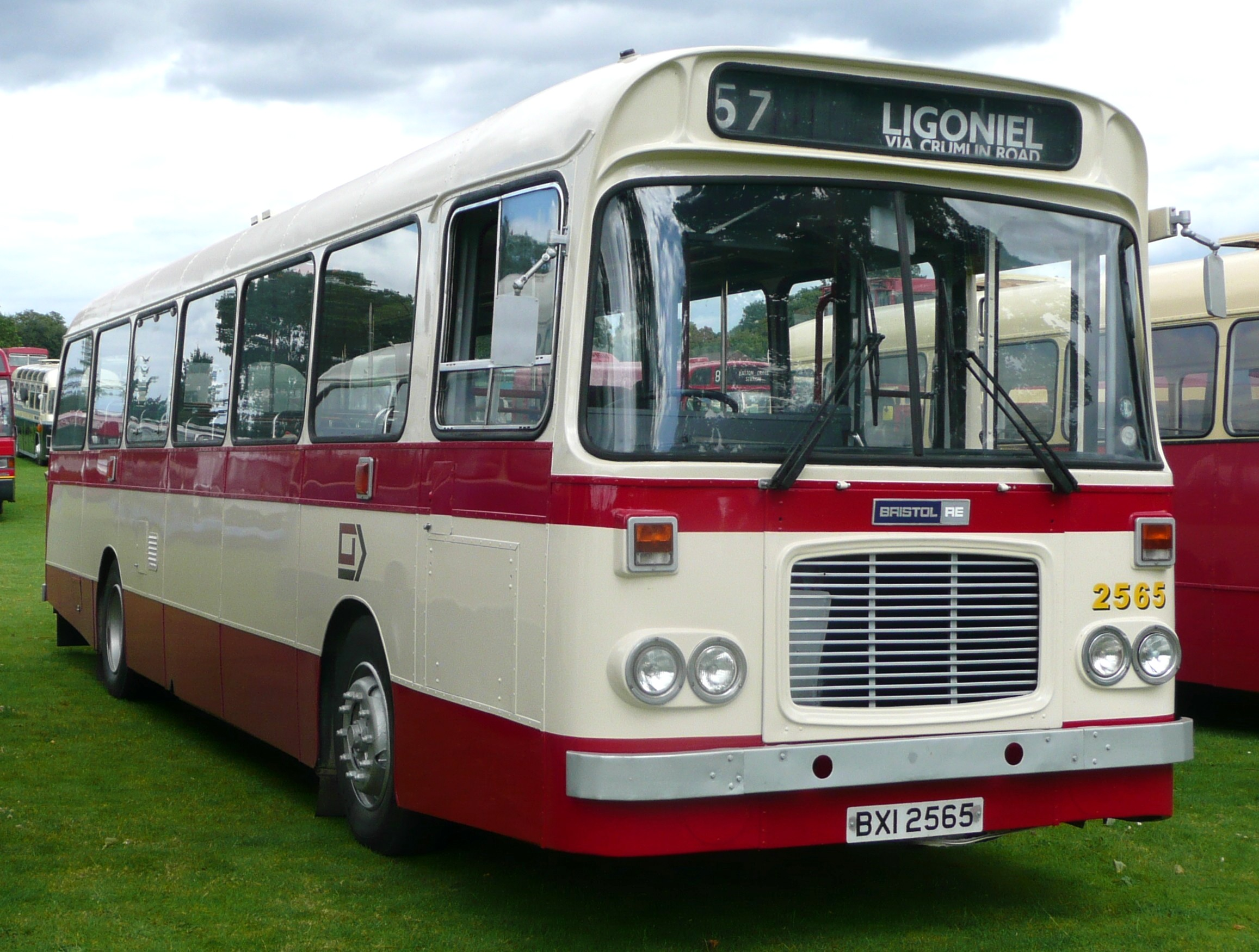
Alexander X type auf Bristol RE
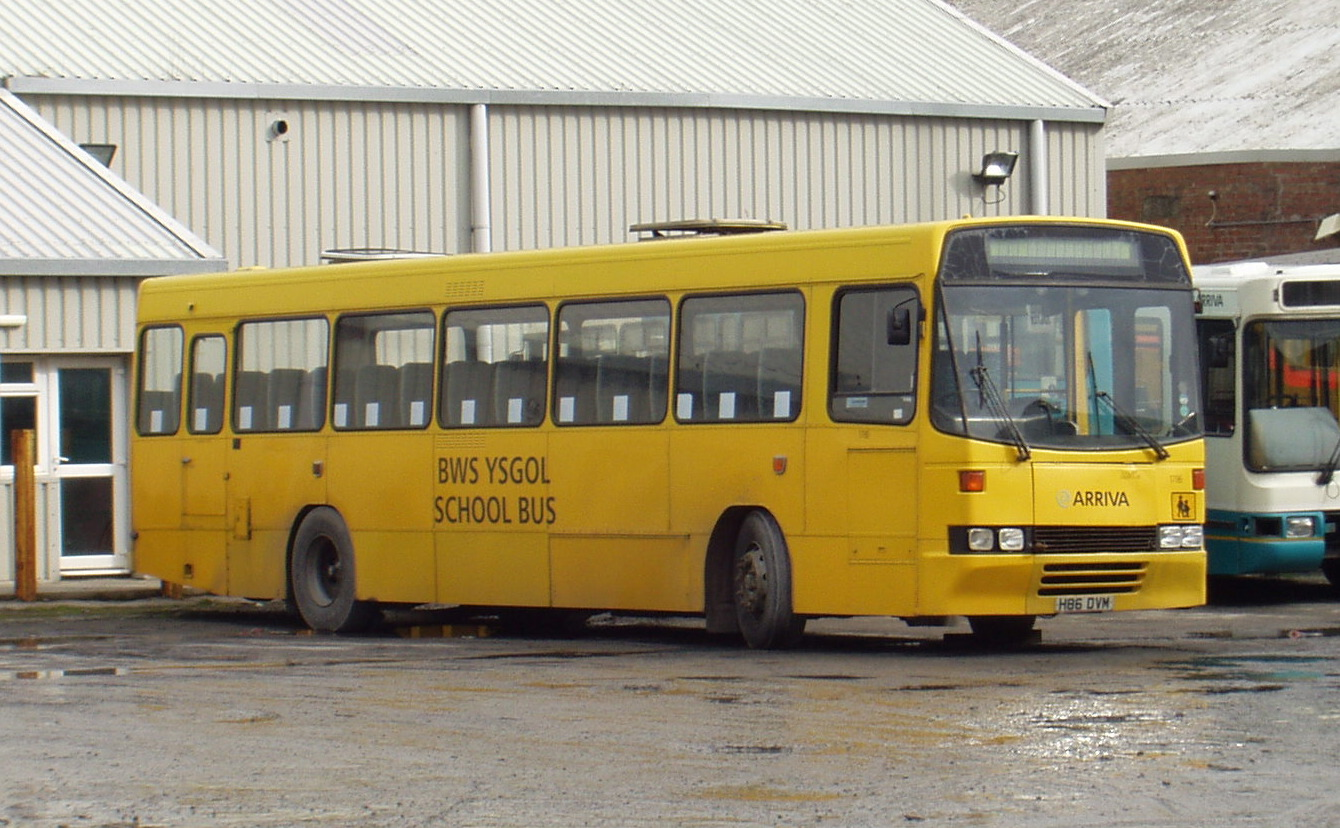
Alexander Q type auf Volvo B10M
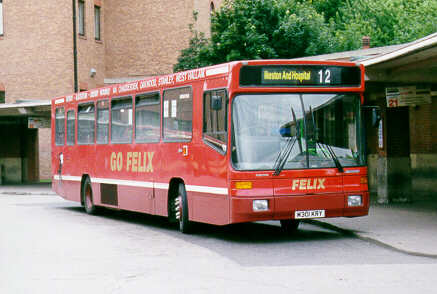
Alexander AF type (Strider) auf Volvo B10B
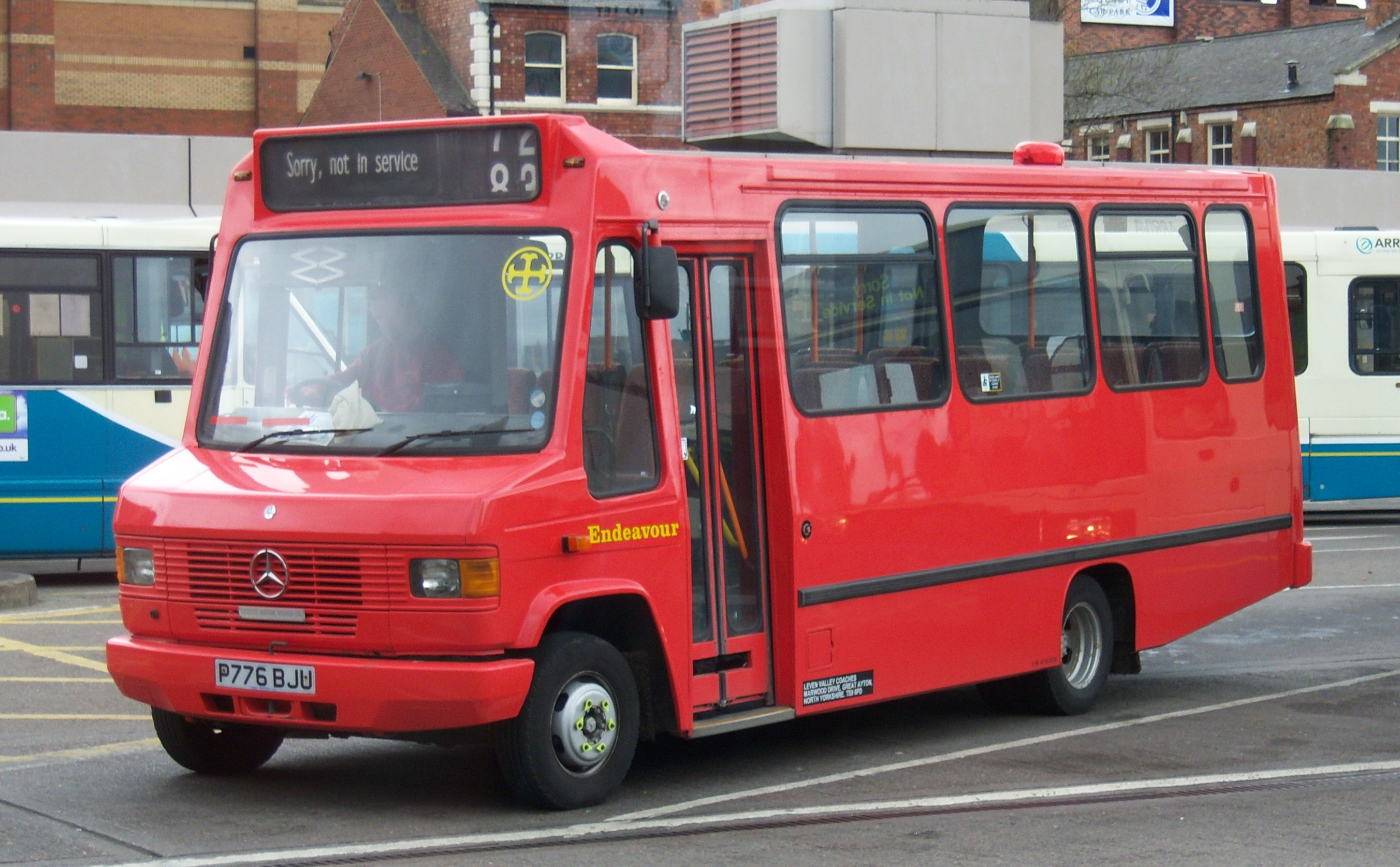
Alexander Sprint auf Mercedes-Benz 709D
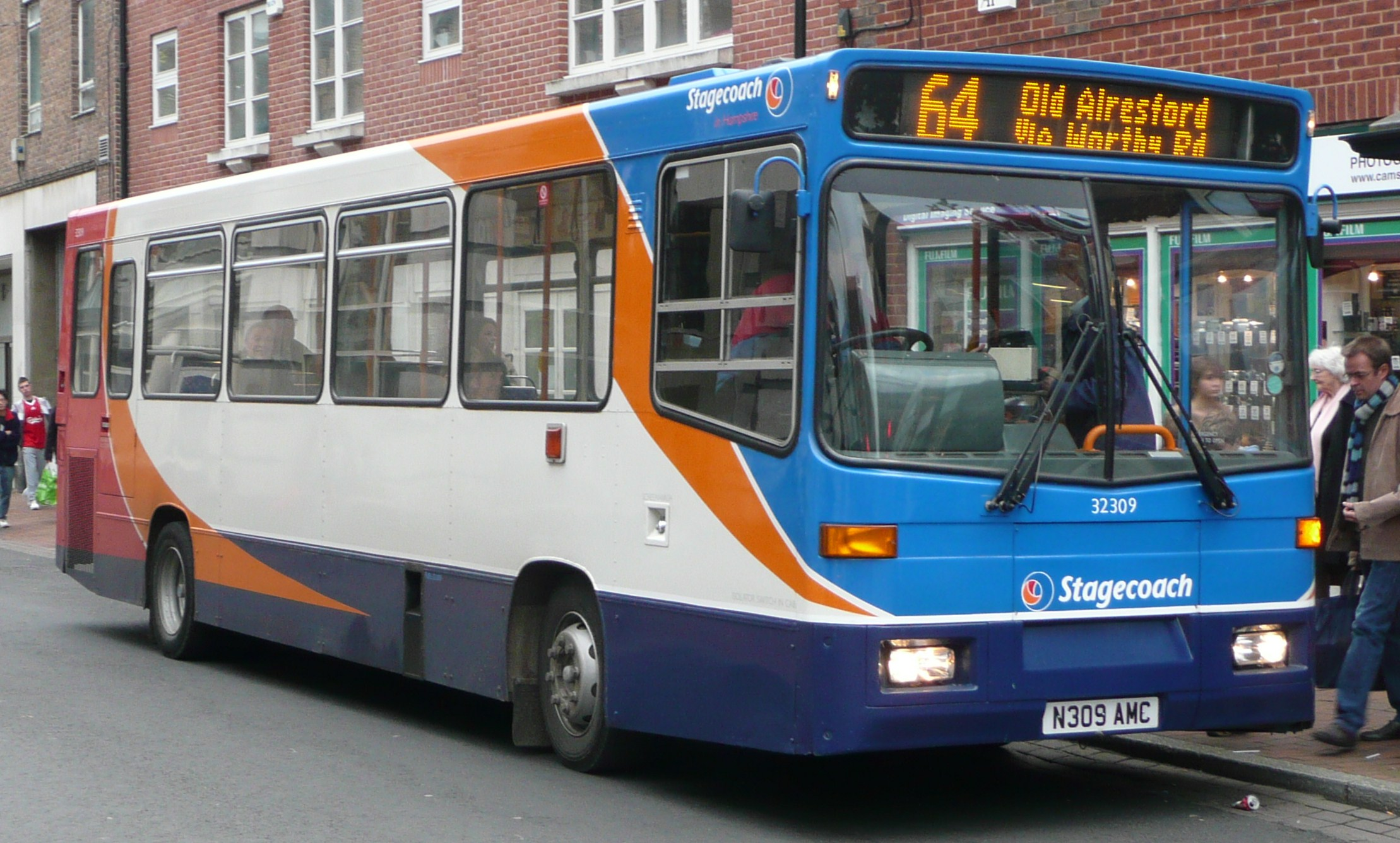
Alexander Dash auf Dennis Dart
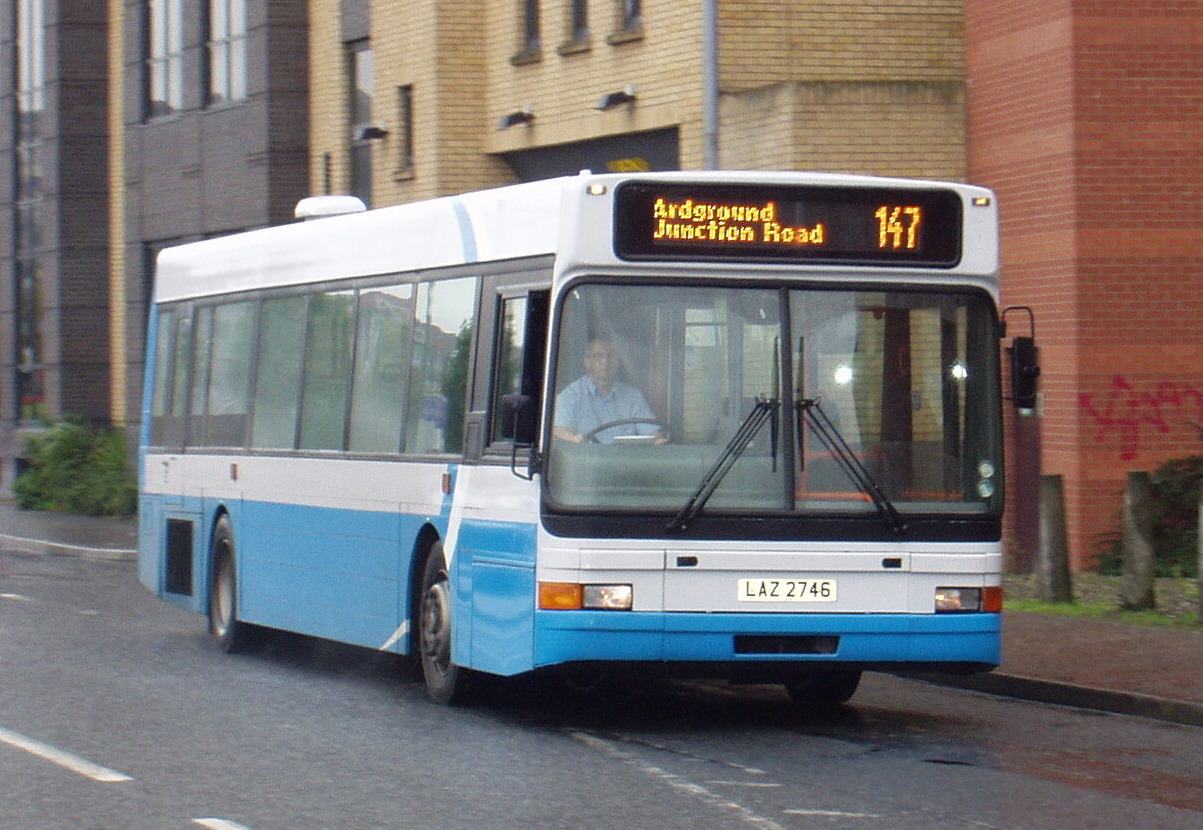
Alexander Ultra auf Volvo B10L
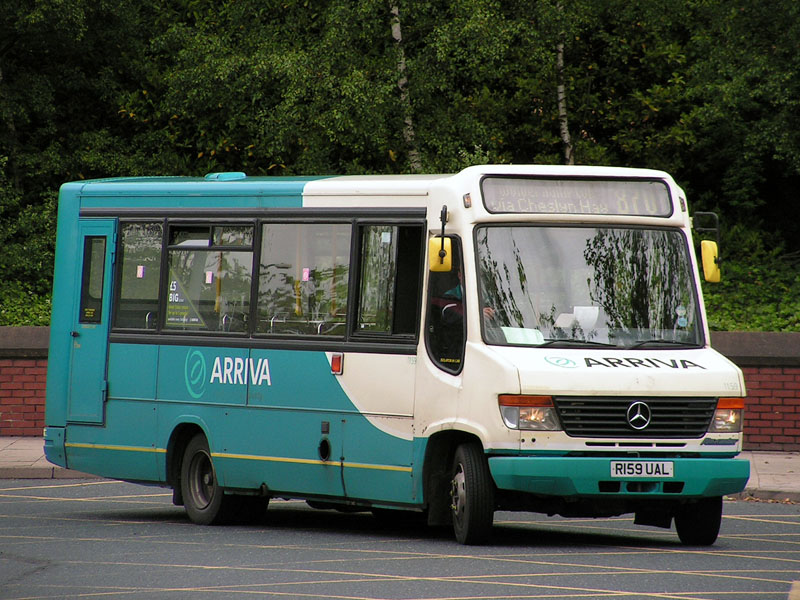
Alexander ALX100  auf Mercedes-Benz Vario
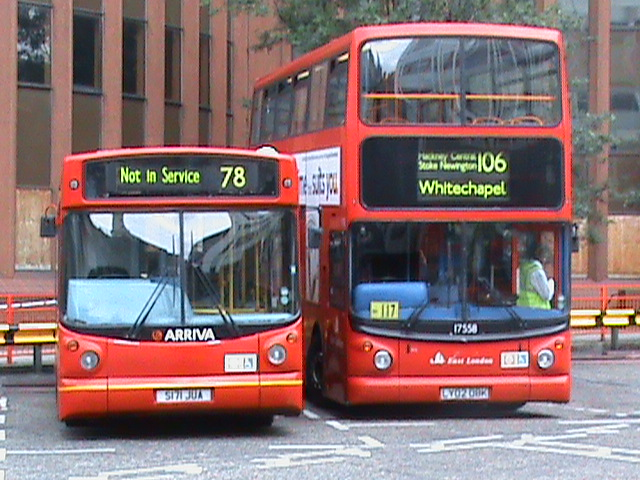
Alexander ALX200 (links) und Alexander ALX400 (rechts)
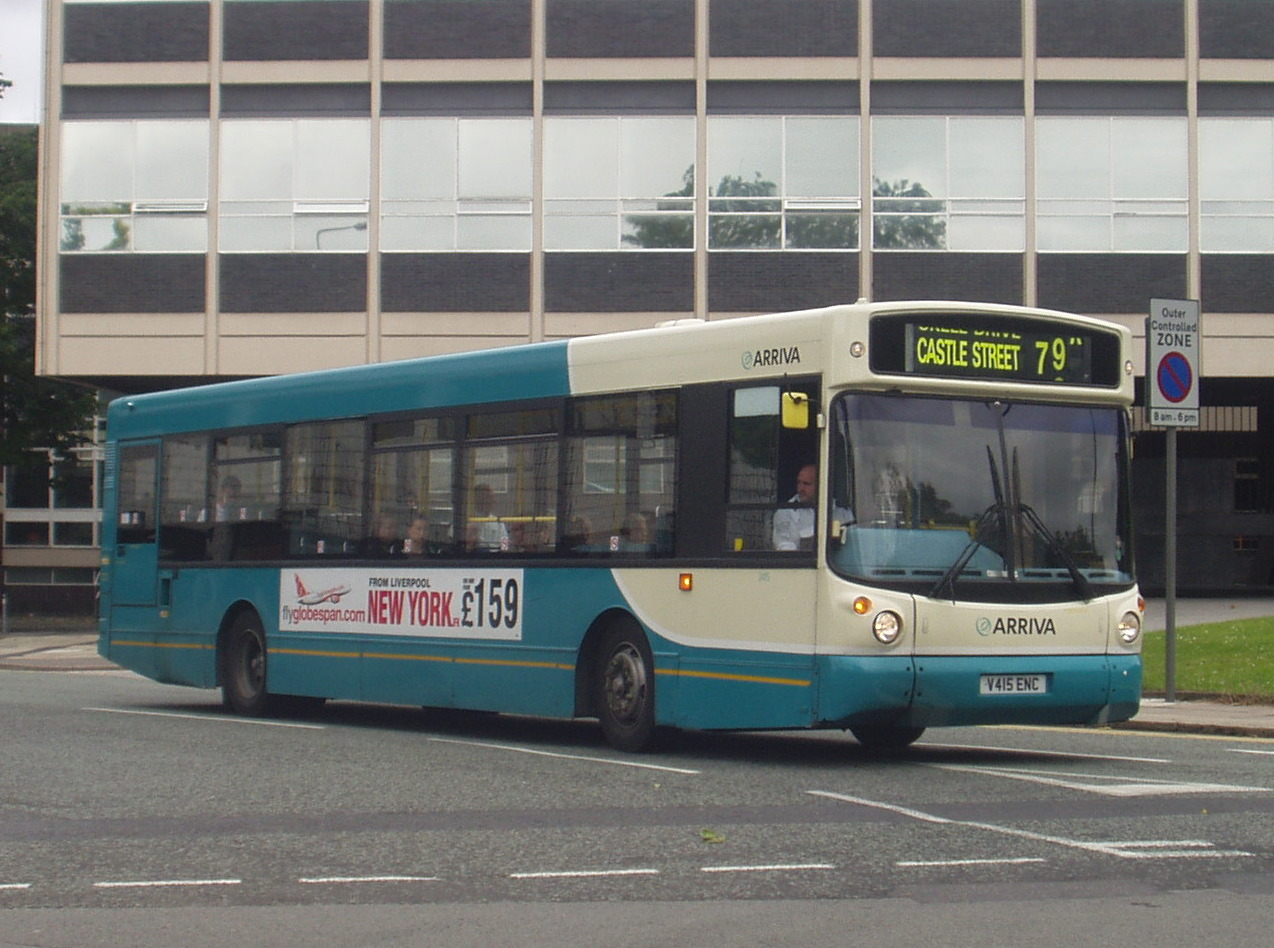
Alexander ALX300 auf DAF SB200